# Amfitheater van Tarraco
Het Amfitheater van Tarraco is een Romeins amfitheater, in de Spaanse stad Tarragona (Tarraco). Het werd gebouwd in de 2e eeuw, vlak bij het forum van de hoofdstad van Hispania Tarraconensis, en werd gebruikt voor gladiatoren- en dierengevechten. Het amfitheater bood plaats aan 15.000 toeschouwers en meet 130 bij 102 meter.
Er zijn overblijfselen te vinden van een inscriptie die dateert uit de regeerperiode van keizer Elagabalus.
Tijdens de christenvervolgingen onder de keizers Valerianus I en Gallienus vonden de diakens Augurius en Eulogius samen met bisschop Fructuosus, de dood op de brandstapel. De verbranding vond plaats in het amfitheater. Volgens een overlevering werden de bisschop en zijn diakens op 16 januari 259 in opdracht van de gouverneur Aemilianus gevangengenomen. De arrestanten werden gewezen op de bepaling van de keizer, dat alleen het aanbidden van de Romeinse goden toegestaan was, iets wat de bisschop en zijn diakens verwierpen.
Nadat het christendom de officiële religie werd van het rijk, verloor het amfitheater zijn oorspronkelijke functie. Stenen van het amfitheater werden gebruikt om een basiliek te bouwen, ter nagedachtenis aan de drie martelaren. De islamitische invasie van Spanje zorgde voor een periode van verval die duurde tot de 12e eeuw. Op de fundamenten van de Visigotische kerk werd een kerk in romaanse stijl gebouwd. Deze werd afgebroken in 1915.
Sinds 2000 staat het amfitheater op de werelderfgoedlijst van UNESCO, als onderdeel van de inschrijving Archeologisch ensemble van Tarraco.